# Carlo Pirola
Carlo Pirola (Lissone, 14 november 1945) is een Italiaans componist, muziekpedagoog en dirigent.

## Levensloop
Pirola studeerde aan het Conservatorio "Giuseppe Verdi" (Milaan) te Milaan. Tegenwoordig is hij professor voor HaFa-orkestratie aan zijn Alma Mater, het Conservatorio "Giuseppe Verdi" (Milaan). Verder werkt hij als muziek-adviseur aan het Teatro alla Scala te Milaan. Eveneens is hij docent voor HaFa-directie en compositie aan de "Civica Scuola di Musica di Milano" (Stedelijke muziekschool te Milaan). Met amateur- en beroepsmusici maakt hij opleidingscursussen voor dirigenten in verschillende Italiaanse steden. Verder was hij tot 2007 docent voor instrumentatie en analyse aan het Instituto musicale "Guido Alberto Fano" di Spilimbergo. 
Hij is dirigent van diverse harmonieorkesten in de provincies Milaan en Como onder anderen van 1969 tot 1977 van het Corpo Musicale S.S. Ambrogio e Simpliciano en van 1971 tot 1974 van de Corpo Musicale G. Verdi Binzago. 
Samen met Jan Cober, Jan van der Roost, Armando Franceschini, Douglas Bostock, Felix Hauswirth, Steven Mead en Gianni Caracristi is hij docent aan het Istituto Superiore Europeo Bandistico (ISEB) in Mezzocorona.
Als componist won hij verschillende nationale en internationale compositiewedstrijden, zoals de 1e prijs tijdens de Concorso internazionale di Corciano-Perugia in 1997, de 1e prijs bij het CISM-DE-HASKE International Competition in Basel in 1998, de 1e prijs tijdens de Concorso I.Capitanio di Brescia in 1999 en recent en de 1e prijs bij de International Competitie door de "Confédération Musicale de France" te Parijs voor een werk voor harmonieorkest en koor in 2000. Hij is een gevraagd jurylid bij concoursen voor harmonie- en fanfareorkesten in binnen en buitenland, onder andere was hij voorzitter van de jury bij de Concorso Internazionale Bandistico “Flicorno d’oro” di Riva del Garda. Hij is lid bij de World Association for Symphonic Bands and Ensembles (WASBE). 

## Composities

### Werken voor harmonieorkest
- 1980 Classic in modern nr. 1
- 1982 Uni giorno di festa
- 1984 Dixieland-Parade
- 1985 Classic in modern nr. 2
- 1987 Prelude à vent
- 1988 Made in Italy
- 1989 Musica per Giovanni
- 1991 Accordion dance
- 1993 Spazio diviso
- 1996 I Percorsi della Fantasia
- 1999 I Temi della Memoria, symfonisch gedicht
- 2000 Ciao Ciao - Marcia per il CEM 2000, mars
- 2000 Grazie!
- 2000 In Cammino... (verso l'alto), voor harmonieorkest
- 2000 Rock around 2000
- 2001 Allegory
- 2001 Costruzioni del tempo
- 2003 Note di Viaggio
- 2003 Prove Libere per la Pol Position
- La Via della Seta - per la ricorrenza dei 750 anni della nascita di Marco Polo
- La Corsa dei Ceri
- L’Histoire de Pierrot
- Miniature 6 x 6
- Ola & Olé

### Kamermuziek
- Brevi Danze, voor klarinet en piano
- Tre Pezzi una Storia, voor trompet en piano

### Werken voor piano
- 1+2+3= Sei Bravo!
- Paese che Vai...